# Rudolf von Colloredo

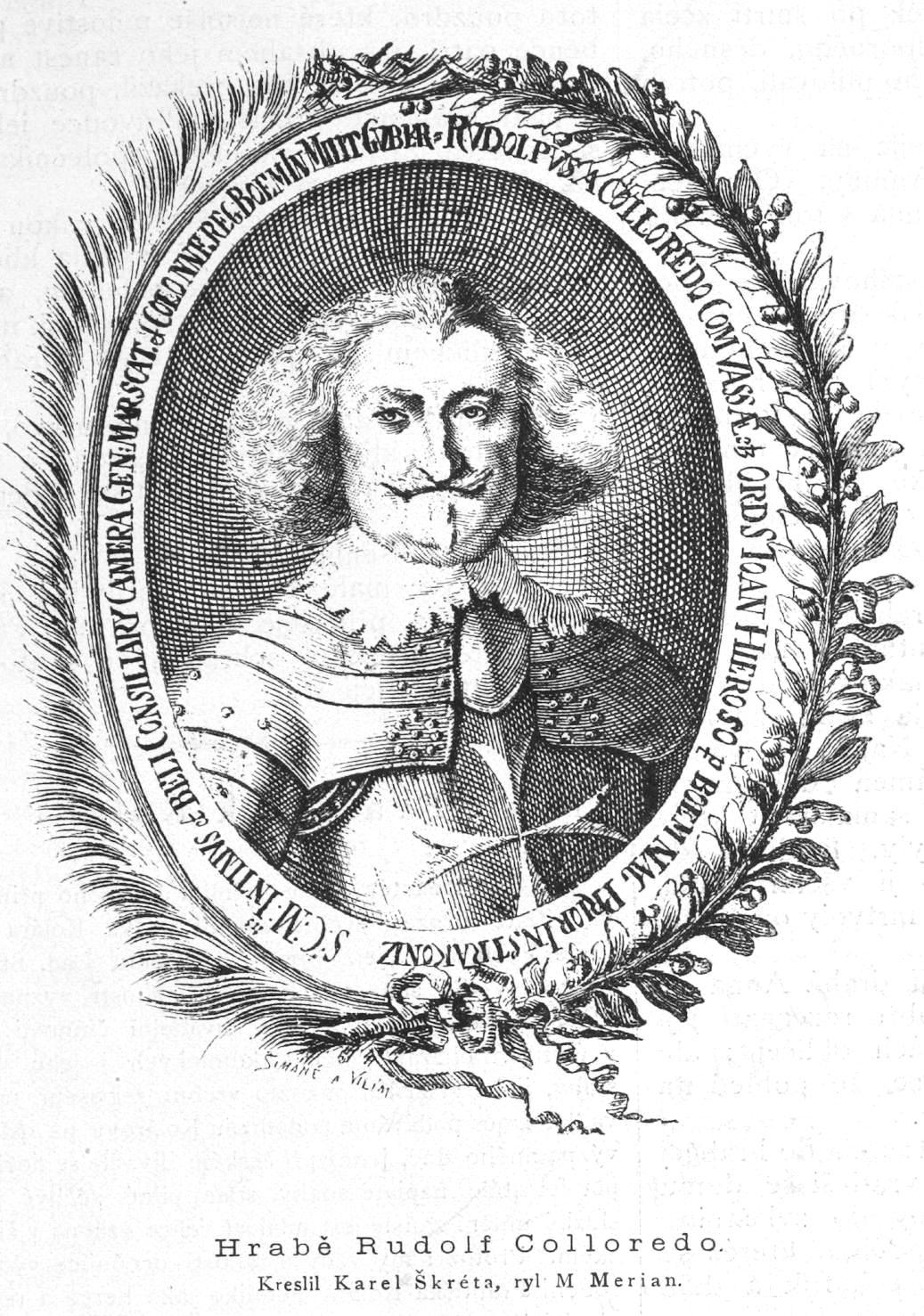
Rudolf von Colloredo-Waldsee

Portret, kasteel Skokloster

Rudolf Hieronymus Eusebius von Colloredo-Waldsee (České Budějovice, 2 november 1585 - Praag, 24 februari 1657) was een Boheemse edelman en legeraanvoerder ten tijde van de Dertigjarige Oorlog.

## Biografie
Rudolf behoorde tot de familie van Colloredo. Hij wist zich te onderscheiden in de Mantuaanse Successieoorlog en de Slag bij Lützen tijdens de Dertigjarige Oorlog. Aan de vooravond van Lützen wisten zijn troepen het Zweedse leger enkele cruciale uren op te houden. Hij werd door keizer Ferdinand III in 1634 benoemd tot veldmaarschalk en drie jaar later werd hij aangesteld tot grootprior van de Orde van Malta in Strakonice.
In 1647 werd Colloredo benoemd tot ambassadeur van de Orde aan het hof van Ferdinand III. Hij was ook een van de aanvoerders van de stad Praag ten tijde van de laatste slag van de oorlog. In 1657 stierf hij als gouverneur van de stad te Praag.